# Wacław Berent
Wacław Berent (Varsavia, 1873 – Varsavia, 1940) è stato uno scrittore polacco, romanziere e traduttore oppositore del positivismo e del decadentismo.

## Biografia
Berent nacque a Varsavia in una famiglia borghese, figlio di Karol e di Wacławy Pauliny Dejkie.
Frequentò dapprima il ginnasio Wojciech Gorski a Varsavia e successivamente l'Università di Zurigo dove si laureò in biologia, prima di intraprendere una serie di viaggi europei, che lo condurranno in Francia, in Germania e in Italia. Era un poliglotta, dato che conosceva bene il russo, il tedesco, il francese, l'italiano, l'inglese e il latino.
Nel 1929 rientrò a Varsavia per fondare una rivista letteraria prestigiosa denominata Pamiętniki Literackie.
Il suo esordio come scrittore avvenne nel 1894 con la novella intitolata Il maestro, ma già l'anno seguente con il romanzo Il Professionista pubblicò un lavoro di maggiore approfondimento, che conteneva i caratteri fondamentali della sua letteratura: impegno culturale, politico e sociale.
L'argomento basilare del libro fu una tematica notevolmente dibattuta fra gli intellettuali in quegli anni, ossia la divergenza presente fra le premesse ideologiche del positivismo e la loro difficoltà a concretizzarsi nella pratica.
La celebrità dello scrittore però fu legata anche ad un altro genere di lavori, eseguiti e stampati nel periodo post-romantico proposto e diffuso da un gruppo di artisti denominato La Giovane Polonia.
Il romanzo Próchno ("Marciume") uscito nel 1903, descrisse lo stile di vita degli artisti aderenti al decadentismo sostenendo la tesi della loro scarsa vena creativa.
In Ozimina ("Semente d'autunno") del 1911, l'autore indagò sulle qualità della classe politica polacca, definendola non idonea per il programma ambizioso di liberazione dall'asservimento dalle potenze straniere.
Nel 1918, una volta ottenuta l'indipendenza politica, l'autore cambiò tematiche e genere scrivendo e pubblicando Żywe kamienie ("Pietre vive"), poema in prosa ambientato nel Medioevo, nel quale rievocò le atmosfere suggestive ispirate dagli usi, costumi, ideali ed esempi di vita di preti, giocolieri e artisti dell'epoca, contrapponendoli ai rischi del degrado dell'era industriale contemporanea.
Nel periodo tra le due guerre, lo scrittore si concentrò soprattutto sulle traduzioni di opere letterarie internazionali, tra le quali menzioniamo quelle di Ibsen, di Johann Wolfgang von Goethe, di Charles Kingsley, di Stendhal e di Romain Rolland. 
Dopo un lungo periodo di inattività, nel 1934, Berent presentò al pubblico il suo nuovo libro Nurt ("La corrente"), nel quale ripercorse un excursus storico-politico della Polonia a cavallo fra i due ultimi secoli.

## Opere principali
- Próchno (1903)
- Ozimina (1911)
- Żywe kamienie (1918)
- Nurt (1934)
- Diogenes w kontuszu (1937)
- Zmierzch wodzów (1939)